# Psecas cyaneus
Psecas cyaneus är en spindelart som först beskrevs av Koch C.L. 1846.  Psecas cyaneus ingår i släktet Psecas och familjen hoppspindlar. Inga underarter finns listade i Catalogue of Life.